# 横浜市立岩崎中学校
横浜市立岩崎中学校（よこはましりつ いわさきちゅうがっこう）は、神奈川県横浜市保土ケ谷区桜ケ丘にある公立中学校。

## 沿革
- 1947年（昭和22年）4月1日 - 横浜市立岩崎中学校創立。
- 1948年（昭和23年）10月1日 - 新校舎へ移転。
- 1950年（昭和25年）3月17日 - 第1回卒業式挙行。卒業生433名。
- 1952年（昭和27年）9月1日 - 校旗制定。
- 1954年（昭和29年）1月15日 - 校歌制定。
- 1957年（昭和32年）11月11日 - 創立10周年記念式典挙行。
- 1965年（昭和40年）4月1日 - 横浜市立岩崎中学校境木分校を設置。
- 1967年（昭和42年）5月20日 - 創立20周年記念式典挙行。
- 1968年（昭和43年）4月1日 - 横浜市立岩崎中学校境木分校が独立して、横浜市立境木中学校となる。
- 1977年（昭和52年）11月1日 - 創立30周年記念式典挙行。
- 1984年（昭和59年）8月24日 - 全国中学校ハンドボール大会で女子が優勝。全国制覇。
- 1987年（昭和62年）11月7日 - 創立40周年記念式典挙行。
- 1992年（平成4年）1月1日 - 自由服を導入。
- 1995年（平成5年）12月9日 - 臨時生徒総会にて、「自由服」の継続が確認。
- 1997年（平成9年）11月1日 - 創立50周年記念式典挙行。
- 2002年（平成14年）1月1日 - 新校舎改築開始。
- 2003年（平成15年）
  - 3月1日 - 新校舎完成。
  - 5月23日 - 新校舎落成記念式典挙行。
  - 12月13日 - TBSこども音楽コンクール「東日本優秀演奏発表会」に吹奏楽部出場。
- 2007年（平成25年）11月10日 - 創立60周年記念式典挙行。
- 2015年（平成27年） - 女子ハンドボール部全国大会ベスト16
- 2016年（平成28年） - ハンドボール部全国大会男女出場、女子ベスト8
- 2017年（平成29年）- 水泳部全国大会出場
- 2018年（平成30年） - 女子ハンドボール部春の全国大会ベスト8
- 2019年（平成31年）3月 - 女子ハンドボール部春の全国大会準優勝
- 2019年（令和元年）8月 - 女子ハンドボール部全国大会3位

## 教育目標
- 心豊かにたくましく生きる力を身につけます。
- 互いの違いを認め合い、自主・自律の心を育みます。

## 自由服
1992年から導入された。簡単に言えば「私服」通学が認められているということになる。しかし、導入以来「自由服」という名称にこだわっている。これは、標準服（いわゆる制服）も私服も選択は自由であるが、TPOに合わせて服装を自ら考える姿勢を求める点で、単に「私服」とは言えないためである。導入には紆余曲折があり、当時は各種メディアに取り上げられることも多かった。ただ、最近では「自由服」もかなり定着し、生徒・保護者・近隣住民あるいは教職員も含めて、ごく普通のこととして「自由服」を捉えている傾向がある。
当時岩崎中学校に在籍していた堀潤(フリーアナウンサー)が「中学2年時、学則などを話し合う評議会に所属した。3年時に議長を勤め、自由服導入についての討論会に携わった」とインタビューで述べている。

## 部活動
運動部
サッカー・野球・ソフトテニス男子・ソフトテニス女子・ハンドボール男子・ハンドボール女子・陸上競技・バレーボール男子・バレーボール女子・バスケットボール男子・バスケットボール女子・水泳・卓球・剣道
文化部
吹奏楽・合唱・ハンドメイド・書道・漫画イラスト・英語・科学

## 交通
所在地
〒240-0011 神奈川県横浜市保土ケ谷区桜ヶ丘二丁目6番1号
アクセス
横浜市営バス22系統、25系統乗車「岩崎中学校前」下車（保土ケ谷駅西口より乗車）

## 著名な出身者
- 堀潤  - フリーアナウンサー、NHKアナウンサー[1]。中学2年の秋から卒業まで。
- 剛力彩芽 - 女性モデル、女優、タレント
- おすぎ - タレント、映画評論家
- ピーコ - タレント、ファッション評論家・ジャーナリスト、シャンソン歌手
- 涌井洋治 - 大蔵官僚。大臣官房長、主計局長、JT会長
- 古謝樹 - 野球選手